# Оук-Ридж (обсерваторія)
42°30′18″ пн. ш. 71°33′29.99″ зх. д. / 42.50500° пн. ш. 71.5583306° зх. д.

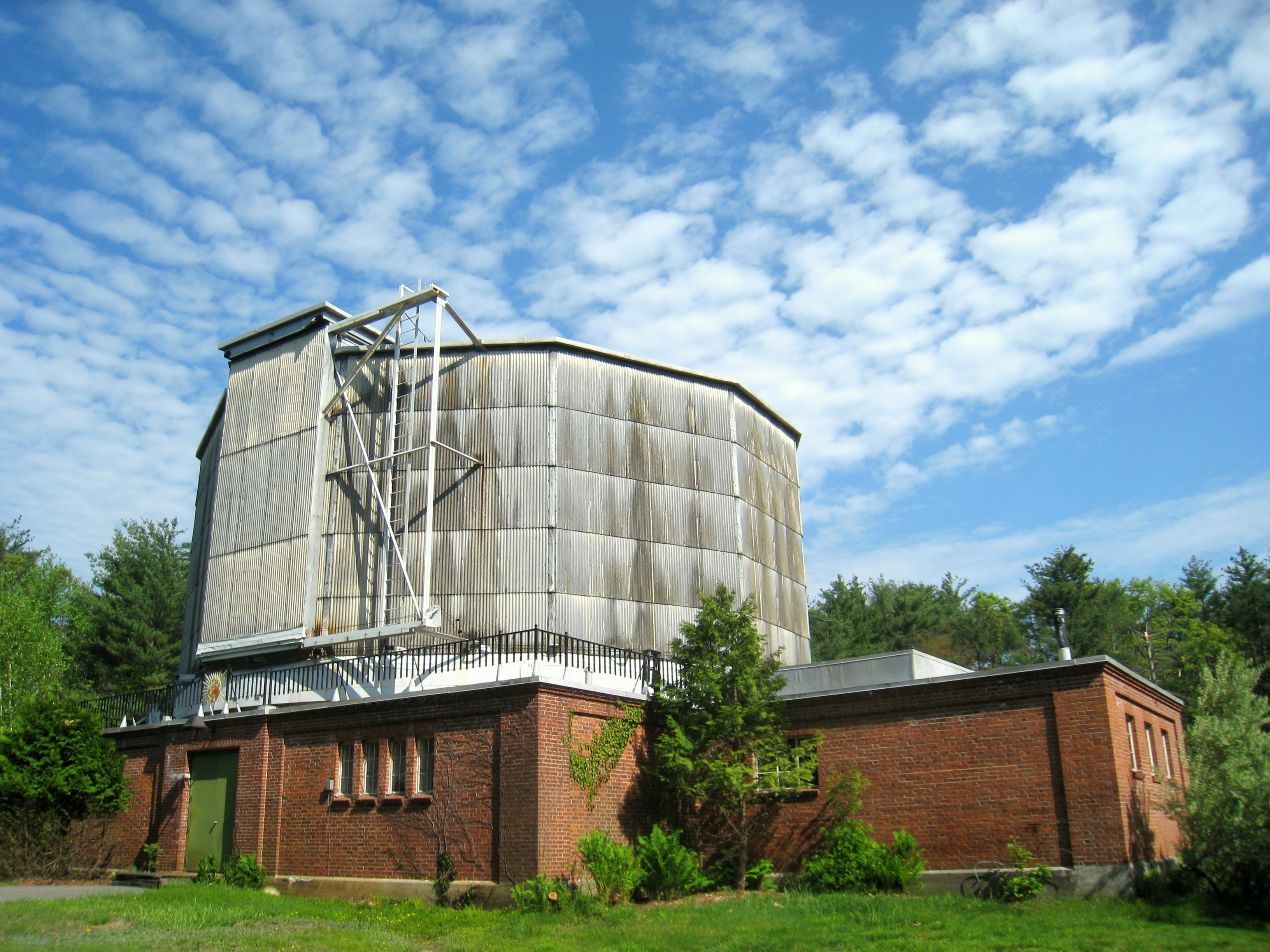

Оук-Ридж (англ. Oak Ridge, код обсерваторії «801») — астрономічна обсерваторія, розташована на захід від Бостона в штаті Массачусетс, США. Обсерваторія належить до Гарвардського центру астрофізики, Смітсоновської астрофізичної обсерваторії (англ. Smithsonian Astrophysical Observatory, SAO).
В обсерваторії розташований один з найбільших телескопів — 61 дюймовий (1,5 метри) телескоп-рефлектор.

## Найбільш значущі відкриття
| Найбільш значущі астероїди: 38 | Найбільш значущі астероїди: 38 | Найбільш значущі астероїди: 38 | Найбільш значущі астероїди: 38 | Найбільш значущі астероїди: 38 |
| ------------------------------ | ------------------------------ | ------------------------------ | ------------------------------ | ------------------------------ |
| (2674) Pandarus                | 27 січня 1982                  |                                | (8357) O'Connor                | 25 вересня 1989                |
| (2872) Gentelec                | 5 вересня 1981                 |                                | (8496) Jandlsmith              | 16 серпня 1990                 |
| (3076) Garber                  | 13 вересня 1982                |                                | (9179) Satchmo                 | 13 березня 1991                |
| (3342) Fivesparks              | 27 січня 1982                  |                                | (9291) Alanburdick             | 17 серпня 1982                 |
| (3773) Smithsonian             | 23 грудня 1984                 |                                | (9929) McConnell               | 24 лютого 1982                 |
| (3797) Ching-Sung Yu           | 22 грудня 1987                 |                                | (10289) Geoffperry             | 24 серпня 1984                 |
| (4372) Quincy                  | 3 жовтня 1984                  |                                | (10290) Kettering              | 17 вересня 1985                |
| (4733) ORO                     | 19 квітня 1982                 |                                | (12223) Hoskin                 | 8 жовтня 1983                  |
| (5976) Kalatajean              | 25 вересня 1992                |                                | (12224) Jimcornell             | 19 жовтня 1984                 |
| (6696) Eubanks                 | 1 вересня 1986                 |                                | (12319) 1992 PC                | 2 серпня 1992                  |
| (6949) Zissell                 | 11 вересня 1982                |                                | (13635) 1995 WA42              | 22 листопада 1995              |
| (7276) Maymie                  | 4 вересня 1983                 |                                | (14416) 1991 RU7               | 8 вересня 1991                 |
| (7383) Lassovszky              | 30 вересня 1981                |                                | (14830) 1986 XR5               | 5 грудня 1986                  |
| (7386) Paulpellas              | 25 листопада 1981              |                                | (15731) 1990 UW2               | 16 жовтня 1990                 |
| (7461) Kachmokiam              | 3 жовтня 1984                  |                                | (16437) 1988 XX1               | 7 грудня 1988                  |
| (7639) Offutt                  | 21 лютого 1985                 |                                | (17400) 1985 PL1               | 13 серпня 1985                 |
| (7738) Heyman                  | 24 листопада 1981              |                                | (26809) 1984 QU                | 24 серпня 1984                 |
| (7940) Erichmeyer              | 13 березня 1991                |                                | (43755) 1983 RJ1               | 5 вересня 1983                 |
| (8161) Newman                  | 19 серпня 1990                 |                                | (168315) 1982 RA1              | 13 вересня 1982                |